# Mesorregión del Valle São-Franciscano da Bahia
La mesorregión del Valle São-Franciscano da Bahia es una de las siete  mesorregiones del estado brasileño de la Bahia. Está formada por la unión de 27 municipios agrupados en cuatro  microrregiones.
Así como el Extremo Oeste Baiano, buena parte de esta región perteneció al Estado de Pernambuco hasta mediados de 1824. Después de tres años bajo la administración minera fue anexada al Estado de la Bahia en 1827.
En esa región se localiza buena parte del curso del río San Francisco y también se localiza la Usina Hidroelétrica de Sobradinho, una de las principales usinas hidroeléctricas del país, y el Complejo Hidroelétrico de Paulo Afonso.

## Microrregiones
- Barra
- Bom Jesus da Lapa
- Juazeiro
- Paulo Afonso

- Datos: Q2593235